# Província d'Arsi

L'antiga província d'Arsi dins d'Etiòpia.

La província Arsi va ser una província d'Etiòpia amb capital a Asella. Tenia una superfície de 24.600 km² i una població, segons les estimacions de 1993 de 2.157.227 habitants. La província estava dividia en 3 awraja (districte):
- Amba Gugu
- Chilalo
- Ticho

La província es va reduir a la Zona d'Arsi, dins de la regió d'Oròmia amb l'adopció de la Constitució etiòpica de 1995.
Tant l'antiga província com l'actual zona s'anomenen així, ja que estan habitades per l'ètnia arsi, del poble oromo.